# سواستوپول
سواستوپول بندری در ساحل شمالی دریای سیاه و جنوب غربی شبه‌جزیره کریمه است. نام این شهر در زبان یونانی به معنای «شهر ارجمند» یا «محترم» است. سواستوپول از نظر اداری تابع هیچ استانی نیست و با این که در شبه‌جزیره کریمه واقع شده‌است، به‌صورت مستقل توسط جمهوری کریمه اداره می‌شود و به‌عنوان یکی از واحدهای فدرال روسیه محسوب می‌گردد. 
در حال حاضر سواستوپول به‌طور دفاکتو (عملی) تحت کنترل روسیه است، اما از نظر حقوق بین‌المللی، همچنان بخشی از خاک اوکراین محسوب می‌شود.

نیروی دریایی روسیه در ساحل شهر سواستوپول مستقر است. در سال ۲۰۱۴ و در طی الحاق کریمه به فدراسیون روسیه با تصویب شورای شهر سواستوپول این شهر به روسیه الحاق شد.

## جغرافیا
شبه‌جزیره کریمه در جنوب غرب روسیه و در کرانهٔ دریای سیاه قرار دارد.

## پیشینه
شهر سواستوپول در نزدیکی محل مهاجران باستانی یونانی خرسون بنا گردیده که در ۴۲۱ پیش از میلاد بنا شده بود. در جنگ کریمه به‌مدت ۳۴۹ روز (در سال‌های ۱۸۵۴ تا ۱۸۵۵) در برابر هجوم انگلستان، فرانسه، عثمانیها و ساردنی مقاومت کرد اما سرانجم روس‌ها شکست خوردند و شهر سقوط کرد.
در جریان جنگ جهانی دوم در محاصره نیروهای آلمانی قرار داشت و تقریباً به کلی ویران گشت و در سال ۱۹۴۲ سقوط کرد، اما در سال ۱۹۴۴ دوباره به دست روس‌ها افتاد و تجدید بنا گردید.
لئو تولستوی که در جنگ‌های کریمه شرکت داشت، وقایع هولناک جنگ را در داستان‌های سواستوپول آورده‌است.
این شهر در گذشته کانون ناوگان دریای سیاه شوروی بود. ناوگان، امروزه یک پایگاه دریایی است کە توسط نیروی دریایی روسیه به‌کار می‌رود.

## جمعیت
بر اساس برآوردها، جمعیت این شهر در سال ۲۰۲۳ بالغ بر ۴۰۰٬۰۴۹ نفر می‌باشد.
بر پایه برآوردی دیگر جمعیت سواستوپل ۵۰۹۹۹۲ نفر است که متشکل از ۴۷۹۳۹۴ ساکن شهری و ۳۰۵۹۸ روستایی (ژانویه ۲۰۲۱) است که آن را پرجمعیت‌ترین شهر شبه جزیره کریمه می‌کند.
این شهر بیشینه قومی روسی را در درازای تاریخ خود حفظ کرده‌ است. در سال ۱۹۸۹ نسبت روس‌های ساکن در این شهر ۷۴٫۴٪ بودند[۵۶] و در زمان سرشماری ملی اوکراین، ۲۰۰۱، گروه‌های قومی سواستوپل شامل روس‌ها (۷۱٫۶٪)، اوکراینی‌ها (۲۲٫۴٪)، بلاروس‌ها (۱٫۶٪)، تاتارها (۰٫۷٪)، تاتارهای کریمه (۰٫۵٪)، ارمنی‌ها (۰٫۳٪)، یهودیان (۰٫۳٪)، مولداوی‌ها (۰٫۲٪) بودند. و آذربایجانی‌ها (۰٫۲٪).

## وضعیت در تقسیمات کشوری
در دوران اتحاد جماهیر شوروی، سواستوپول به‌دلیل اهمیت راهبردی و حضور پایگاه‌های نیروی دریایی، به‌عنوان یک «شهر بسته» شناخته می‌شد و ورود افراد غیرمقیم، به‌ویژه خارجی‌ها، به آن ممنوع یا به‌شدت محدود بود. پس از فروپاشی شوروی، این وضعیت تغییر یافت و شهر تحت حاکمیت اوکراین قرار گرفت و مستقیماً زیر نظر دولت مرکزی اداره می‌شد.

## اقتصاد
اهمیت خرید و فروش و کشتی‌سازی بندر سواستوپول از زمان فروپاشی شوروی رو به فزونی نهاد. سواستوپول همچنین یک مرکز مهم پژوهش‌های زیست‌شناسی دریایی است. به‌طور خاص، مطالعه و آموزش در مورد دلفین‌ها در این شهر از زمان جنگ جهانی دوم به انجام می‌رسد، این مطالعات در ابتدا به عنوان یک برنامه سری نیروی دریایی در خصوص عملکرد این جانور در زیر دریا به‌شمار می‌رفت.

## نگارخانه

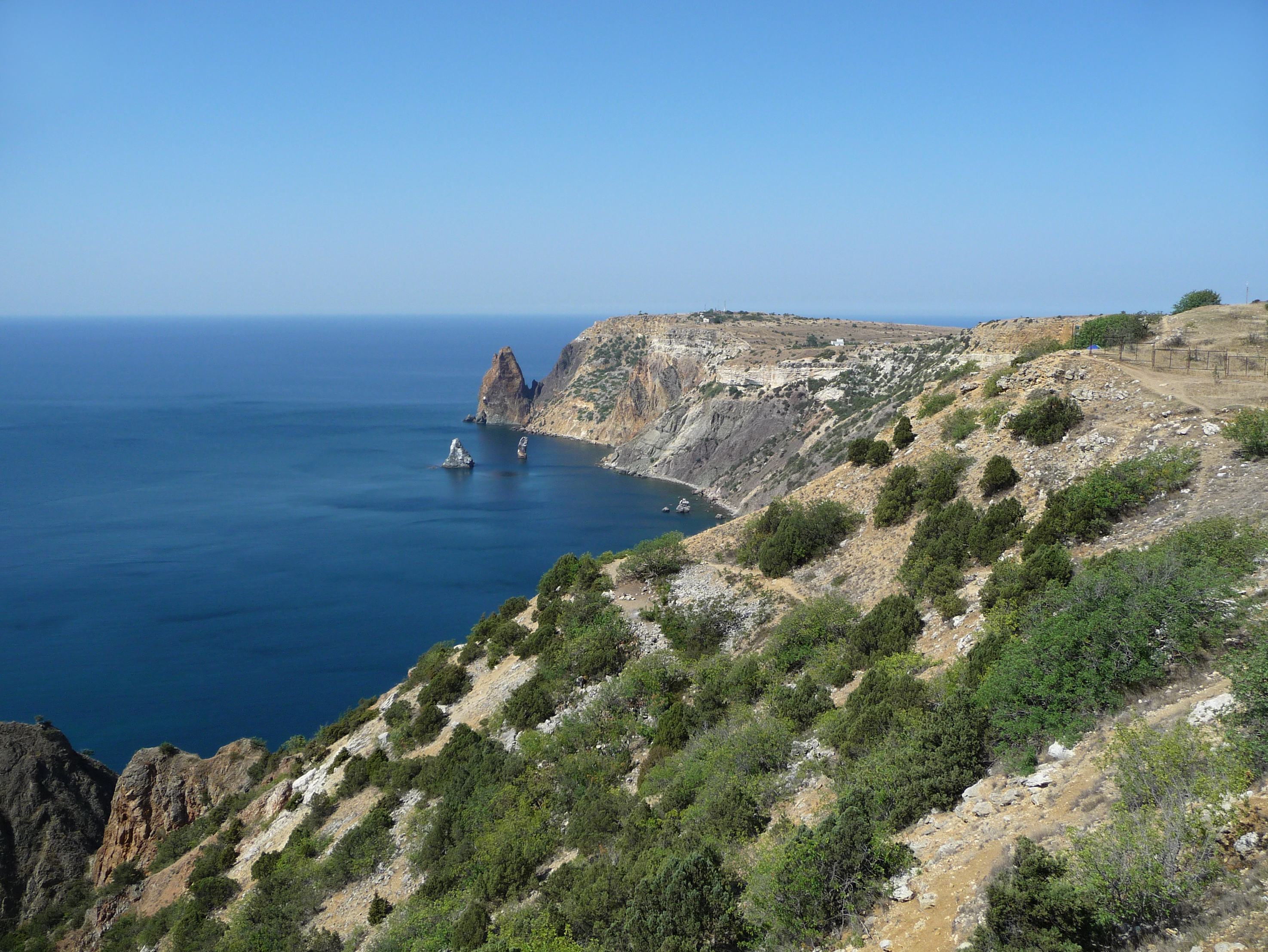
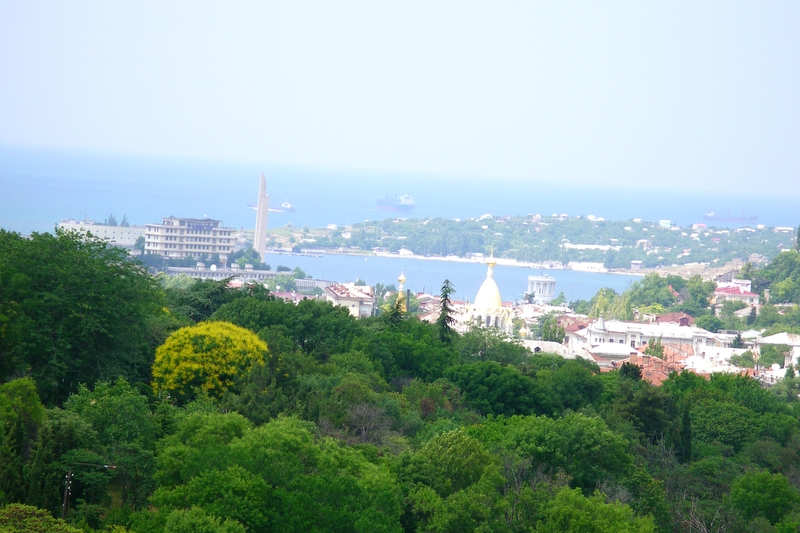
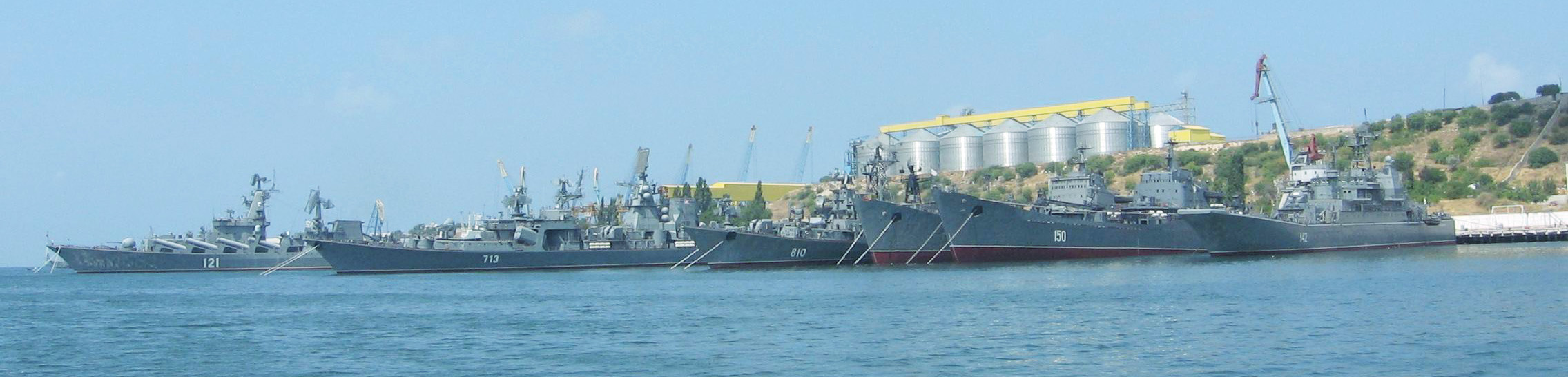
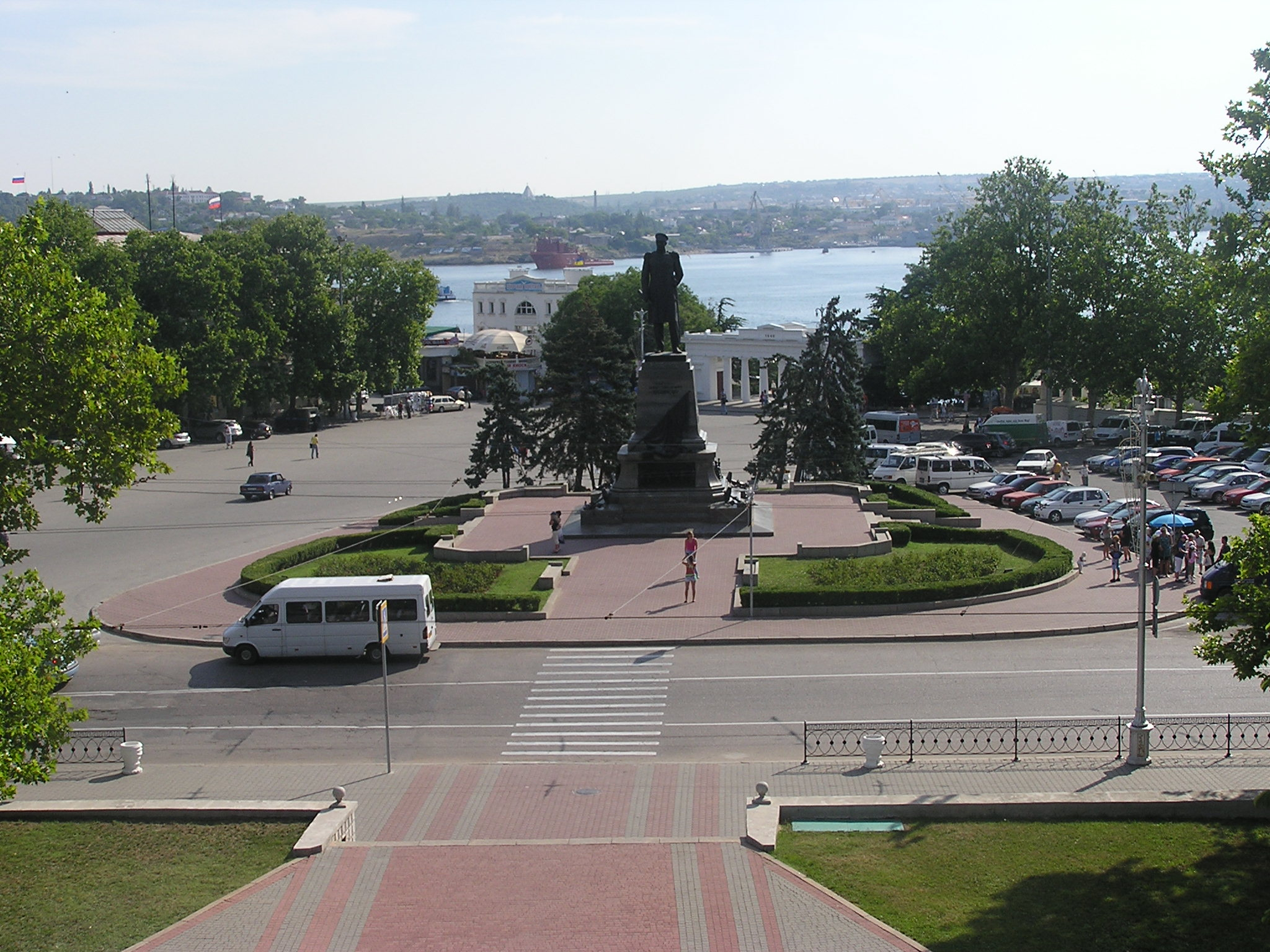